# Gura Șușiței, Gorj
Gura Șușiței este un sat în comuna Ionești din județul Gorj, Oltenia, România.
 Acest articol despre o localitate din județul Gorj este deocamdată un ciot. Puteți ajuta Wikipedia prin completarea lui.